# Etničke grupe Belizea
Etničke grupe Belizea, 294,000 stanovnika (UN Country Population; 2008)
- Belizejski kreoli 	74,000
- Belizejski mestici 	137,000
- Britanci 2,100
- Garifuna (Crni Karibi)	18,000
- Gvatemalci,  2,500
- Indopakistanci	8,800
- Kekchi	16,000
- Kinezi	7,900
- Menoniti 9,700
- Mopan	12,000
- Sirijski Arapi	200
- Yucatec Maya	4,100
- Židovi	2,700